# الولايات الاسترقاقية والولايات الحرة

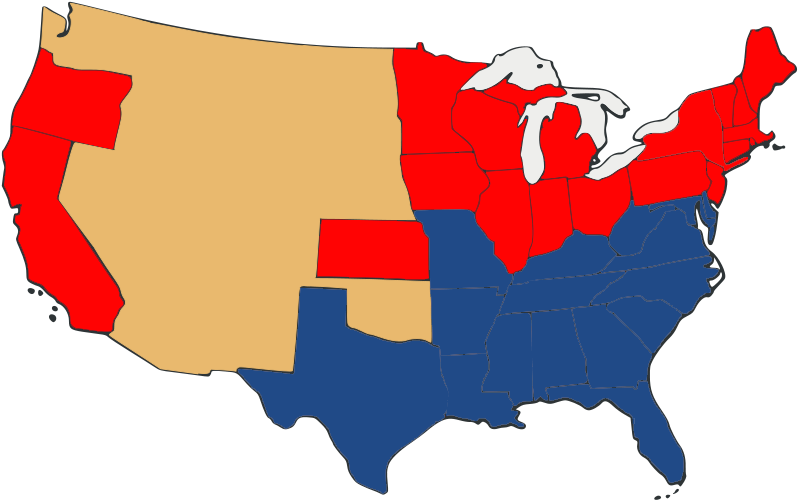
الولايات الحرة وولايات الاسترقاق في الفترة التي سبقت الحرب الأهلية الأمريكية. الولايات الحرة باللون الأحمر، والولايات الاسترقاقية باللون الأزرق. الأقاليم باللون الأصفر محايدة.

كانت الولايات الاسترقاقية الولايات التي أجازت العبودية وتجارة الرق الداخلية في الولايات المتحدة قبل عام 1865، في حين كانت الولايات الحرة تلك التي حظرت هذين الأمرين. اعتبرت الولايات الاسترقاقية عدم تجاوز عدد الولايات الحرة عدد الولايات الاسترقاقية أمرًا حتميًا من الناحية السياسية خلال الفترة الممتدة من عام 1812 حتى عام 1850. لذلك قبِلت الولايات الجديدة في أزواج؛ أحدها استرقاقي والآخر حر. ومع ذلك، ظل هنالك تواجد لبعض العبيد في معظم الولايات الحرة حتى إجراء تعداد عام 1840. كذلك نص قانون الرقيق الهارب لسنة 1850 على عدم نيل الرق لحريتهم بمجرد دخولهم ولاية حرة.
توطدت العبودية في ما أصبح يعرف بالولايات المتحدة كجزء من الاستعمار الأوروبي. إذ تمتعت العبودية بوضع قانوني في جميع المستعمرات الثلاث عشرة بحلول القرن الثامن عشر، وباشرت المستعمرات المتمردة بإبطال هذه الممارسة بعد حين. أبطلت بنسيلفانيا العبودية في عام 1780، وتبعها نحو نصف الولايات بحلول نهاية حرب الاستقلال الأمريكية أو في العقود الأولى من تاريخ هذه الدولة الوليدة، ولكن لم يترتب على ذلك إعتاق العبيد الموجودين أصلًا. بادرت فيرمونت التي كانت قد أعلنت استقلالها عن بريطانيا في عام 1777- إلى حظر العبودية في نفس العام، وذلك قبل قبولها كولاية في عام 1791.
كانت العبودية من القضايا المثيرة للتفرقة في الولايات المتحدة. إذ كانت إحدى كبرى القضايا التي أثيرت خلال عملية وضع الدستور الأمريكي في عام 1787. وكانت مرهونة بعدد من الأزمات السياسية التي اكتنفت تسوية ميزوري لسنة 1820 وتسوية سنة 1850. كذلك كانت السبب الرئيسي الذي أدى إلى اندلاع الحرب الأهلية الأمريكية في عام 1861. بلغ عدد الولايات الحرة قبيل اندلاع الحرب الأهلية تسعة عشر ولاية، في حين وصل عدد الولايات الاسترقاقية إلى خمسة عشر ولاية. انضمت آخر ولاية حرة -ألا وهي كانساس- إلى الاتحاد بعدما فرغت من صراعها الدموي الذي استمر لسنوات عدة. أبطِلت العبودية في بعض الولايات القضائية الواقعة ضمن الولايات الاسترقاقية خلال الحرب. وأخيرًا أدى إقرار التعديل الثالث عشر من دستور الولايات المتحدة الذي صدق عليه في شهر ديسمبر من عام 1865 إلى إلغاء العبودية في جميع أنحاء الولايات المتحدة.

## حالات خاصة

### فيرجينيا الغربية
قدمت حكومة الاتحاد في مدينة ويلينغ بولاية فيرجينيا الغربية مشروع قرار إلى الكونغرس أثناء الحرب الأهلية من أجل منح الإقليم وضع ولاية من خلال تشكيل ولاية جديدة من المقاطعات الـ48 المؤلفة لفيرجينيا الغربية. كان من شأن الولاية الجديدة أن تشمل في نهاية المطاف 50 مقاطعة. أخرت مسألة العبودية في الولاية الجديدة صدور الموافقة على مشروع القرار. اعترض عضو مجلس الشيوخ تشارلز سومر على قبول ولايات استرقاقية جديدة، في حين دافع بنجامين ويد عن منحها حالة ولاية شريطة أن يأتي دستور الولاية الجديدة على ذكر فقرة تفيد بتطبيق الإعتاق التدريجي. أبدى جون س. كارليل وويتمان ت. ويلي وهما عضوان في مجلس الشيوخ يمثلان حكومة فيرجينيا الاتحادية اعتراضهما معتبران أنه لا يحق للكونغرس فرض الإعتاق على فيرجينيا الغربية. في حين اقترح ويلي إضافة تعديل توفيقي على دستور الولاية من أجل للإبطال التدريجي. سعى سامنر إلى إضافة تعديله الخاص على مسودة مشروع القانون غير أن جهوده باءت بالفشل. وافق مجلسا الكونغرس على ما أصبح يعرف باسم تعديل ويلي. وقع الرئيس لينكون على مشروع القانون بتاريخ 31 ديسمبر عام 1862. وافق الناخبون في فيرجينيا الغربية على تعديل ويلي بتاريخ 26 مارس عام 1863.
أصدر الرئيس لينكون إعلان تحرير العبيد في يوم 1 يناير عام 1863. استثنى الإعلان الولايات الحدودية (وهي الولايات الاسترقاقية الأربع التي ظل ولاؤها للاتحاد)، وذلك بالإضافة إلى بعض الأراضي التي احتلتها قوات الاتحاد والواقعة ضمن الولايات الكونفدرالية. أضيفت مقاطعتي بيركلي وجيفرسون إلى ولاية فيرجينيا الغربية في أواخر عام 1863. كذلك استثنى الإعلان العبيد القاطنين في بيركلي، ولكنه لم يستثني العبيد في مقاطعة جيفرسون. احتضنت المقاطعات التسع وأربعون المستثناة نحو 6000 عبدًا ممن تجاوزت أعمارهم الـ21 عامًا والذين لم يشملهم قرار الإعتاق، وذلك بحسب ما جاء في تعداد عام 1860، وهو ما تشكل نسبته نحو 40% من إجمالي تعداد العبيد. أعتقت بنود تعديل ويلي الأطفال المتولدين أو أولئك الذين بلغوا سن الرشد، وحظر استيراد الرقيق.
أضحت ولاية فيرجينيا الغربية الولاية الخامسة والثلاثين بتاريخ 20 يونيو عام 1863. وكانت آخر ولاية استرقاقية تقبل في الاتحاد. بادرت الهيئة التشريعية الخاصة بولاية فرجينيا الغربية إلى إبطال العبودية بصورة كاملة بعد مضي ثمانية عشر شهرًا من على ذلك، وصادقت أيضًا على التعديل الثالث عشر بتاريخ 3 فبراير عام 1865.

### واشنطن العاصمة
ألغي الاتجار بالعبيد في مقاطعة كولومبيا التي تشكلت من ضم أراضي ولايتين استرقاقيتين -ألا وهما ماريلند وفرجينيا- بموجب ما نصت عليه مساومة عام 1850. وفي عام 1847، طلبت مقاطعة ألكسندريا التي كانت واقعة ضمن مقاطعة كولومبيا أن تعاد إلى فيرجينيا والتي كانت تسمح بتجارة العبيد، وذلك تلافيًا لفقدان الأعمال التجارية المدرة للأرباح والمرتبطة بتجارة العبيد في مدينة ألكسندريا (ومن بينها شركة فرانكلين أند أرمفيلد). ظلت العبودية قانونية في مقاطعة كولومبيا حتى أدى خروج جميع المشرعين الجنوبيين منها إلى إقرار المشرعين المتبقين للحظر في عام 1862، والذي كان يسعى الإبطاليون إلى إحقاقه منذ عقود.

### إقليم يوتا
شرعت يوتا العبودية حين كانت ما تزال إقليمًا منظمًا قبل أن تصبح ولاية في عام 1896، وذلك بموجب القانون الإقليمي المرتبط بالخدمة لسنة 1852 وقانون إغاثة العبيد والسجناء الهنود المشابه.
بلغ بريغهام يونغ وثلته من الرواد المورمون أراضي يوتا إبان الحرب المكسيكية الأمريكية في عام 1847، وذلك في الوقت الذي كانت فيه يوتا إقليمًا مكسيكيًا. وتجاهلوا بذلك الحظر الذي فرضته المكسيك على العبودية، واعتبروا أنها كانت متوافقة مع وجهة نظر المورمون تجاه السود.
وقع الرئيس لينكون قانونًا نص على إنهاء العبودية في إقليم يوتا وجميع الأقاليم الأخرى بتاريخ 19 يونيو عام 1862 ليستوفي بذلك جزءًا من الوعود التي قطعها في حملته الانتخابية لسنة 1860.

## نهاية العبودية
بلغ عدد الولايات المؤلفة للولايات المتحدة عند اندلاع الحرب الأهلية أربعة وثلاثين ولاية، وكان من بينها خمسة عشر ولاية استرقاقية. بادرت أحد عشر ولاية من هذه الولايات الاسترقاقية إلى إصدار إعلانات بالانفصال عن الولايات المتحدة، وأعلنوا قيام الولايات الكونفدرالية الأمريكية، ومثلِت كل منها في الكونغرس الكونفدرالي. احتفظت الولايات الاسترقاقية التي ظلت في الاتحاد -ألا وهي ماريلند وميزوري وديلاوير وكنتاكي (والتي عرفت بالولايات الحدودية)- بممثليهم في الكونغرس الأمريكي. كانت ولاية تينيسي واقعة بالأصل تحت سيطرة الاتحاد في الوقت الذي صدر فيه إعلان التحرير في عام 1863. وعليه فإن تطبيق الإعلان انحصر فقط على الولايات الكونفدرالية العشر المتبقية. وضع الرئيس أبراهام لينكون إلغاء العبودية كشرط لإعادة قبول الولايات الكونفدرالية.
عمومًا فإن الكونغرس الأمريكي كان مؤيدًا للإبطالية بعد خروج الفصيل الجنوبي النافذ منه في عام 1861. إذ أبطلِت العبودية في مقاطعة كولومبيا التي كانت واقعة تحت حماية الفصيل الجنوبي في عام 1862، وذلك في خطة نالت تأييد أبراهام لينكون.